# Лекінца (комуна)
Лекінца (рум. Lechința) — комуна у повіті Бистриця-Несеуд в Румунії. До складу комуни входять такі села (дані про населення за 2002 рік):
- Бунгард (86 осіб)
- Вермеш (899 осіб)
- Кіралеш (467 осіб)
- Лекінца (2795 осіб) — адміністративний центр комуни
- Синджорзу-Ноу (1019 осіб)
- Синіакоб (254 особи)
- Цигеу (467 осіб)

Комуна розташована на відстані 318 км на північний захід від Бухареста, 18 км на південний захід від Бистриці, 61 км на північний схід від Клуж-Напоки.

## Населення
За даними перепису населення 2002 року у комуні проживали 5987 осіб.
Національний склад населення комуни:
| Національність | Кількість осіб | Відсоток |
| -------------- | -------------- | -------- |
| румуни         | 4419           | 73,8%    |
| цигани         | 1005           | 16,8%    |
| угорці         | 541            | 9,0%     |
| німці          | 18             | 0,3%     |
| українці       | 4              | 0,1%     |

Рідною мовою назвали:
| Мова       | Кількість осіб | Відсоток |
| ---------- | -------------- | -------- |
| румунська  | 5111           | 85,4%    |
| угорська   | 509            | 8,5%     |
| циганська  | 360            | 6,0%     |
| німецька   | 6              | 0,1%     |
| українська | 1              | < 0,1%   |

Склад населення комуни за віросповіданням:
| Релігія                                       | Кількість осіб | Відсоток |
| --------------------------------------------- | -------------- | -------- |
| православні                                   | 5103           | 85,2%    |
| реформати                                     | 401            | 6,7%     |
| п'ятдесятники                                 | 256            | 4,3%     |
| баптисти                                      | 84             | 1,4%     |
| греко-католики                                | 28             | 0,5%     |
| римо-католики                                 | 19             | 0,3%     |
| адвентисти                                    | 10             | 0,2%     |
| бретрени                                      | 9              | 0,2%     |
| лютерани (Синодально-пресвітеріанська церква) | 7              | 0,1%     |
| не релігійні                                  | 4              | 0,1%     |
| атеїсти                                       | 1              | < 0,1%   |